# زارولینگن
زارولینگن (به آلمانی: Saarwellingen) یک شهر در آلمان است که در زارلاند واقع شده‌است.

## خصوصیات
زارولینگن ۴۱٫۶۵ کیلومترمربع مساحت دارد ۱۸۷–۳۳۲ متر بالاتر از سطح دریا واقع شده‌است.

## خواهرخوانده
شهرهای بوربون-لانسی، Reisbach و Stochov خواهرخوانده‌های زارولینگن هستند.